# 프라퍼시 (영화)
《프라퍼시》(영어: Prophecy)는 미국에서 제작된 존 프랭컨하이머 감독의 1979년 SF 괴수 공포 스릴러 영화이다. 로버트 폭스워스 등이 출연하였고, 로버트 L. 로즌 등이 제작에 참여하였다.

## 출연진
- 로버트 폭스워스
- 탈리아 샤이어
- 아먼드 아산티
- 빅토리아 러시모
- 리처드 A. 다이사트
- 조지 크루터시
- 버크 번스
- 미아 벤딕슨
- 케빈 피터 홀
- 프랭크 웰커

## 기타 제작진
- 배역: 린 스톨매스터
- 미술: 윌리엄 크레이그 스미스